# Sidney Wood
Sidney Wood (1 de noviembre de 1911 - 10 de enero de 2009) fue un tenista estadounidense recordado, entre otros, por su título de Wimbledon de 1931.

## Torneos de Grand Slam

### Campeón Individuales (1)
| Año  | Torneo    | Oponente en la final | Resultado |
| 1931 | Wimbledon | Frank Shields        | walkover  |

### Finalista Individuales (1)
| Años | Torneo                            | Oponente en la final | Resultado   |
| 1935 | US National Singles Championships | Wilmer Allison       | 2-6 2-6 3-6 |

### Finalista Dobles (1)
| Año  | Torneo                            | Pareja        | Oponentes en la final       | Resultado   |
| 1942 | US National Doubles Championships | Ted Schroeder | Gardnar Mulloy Bill Talbert | 5-7 7-9 1-6 |

### Finalista Mixtos (1)
| Año  | Torneo             | Pareja     | Oponentes en la final    | Resultado |
| 1932 | Campeonato Francés | H.W. Moody | Betty Nuthall Fred Perry | 4-6 2-6   |